# Petigny
Petigny is een plaats en deelgemeente van de Belgische gemeente Couvin. Petigny ligt in de provincie Namen en was tot 1 januari 1977 een zelfstandige gemeente.

## Demografische ontwikkeling
- Bronnen:NIS, Opm:1831 tot en met 1970=volkstellingen, 1976= inwoneraantal op 31 december

## Bezienswaardigheden
Een bekende attractie te Petigny is de Neptunusgrot. In Petigny ligt ook het bos van Petigny met daarin het meer van de Ry de Rome, een stuwmeer met een oppervlakte van 25 ha.

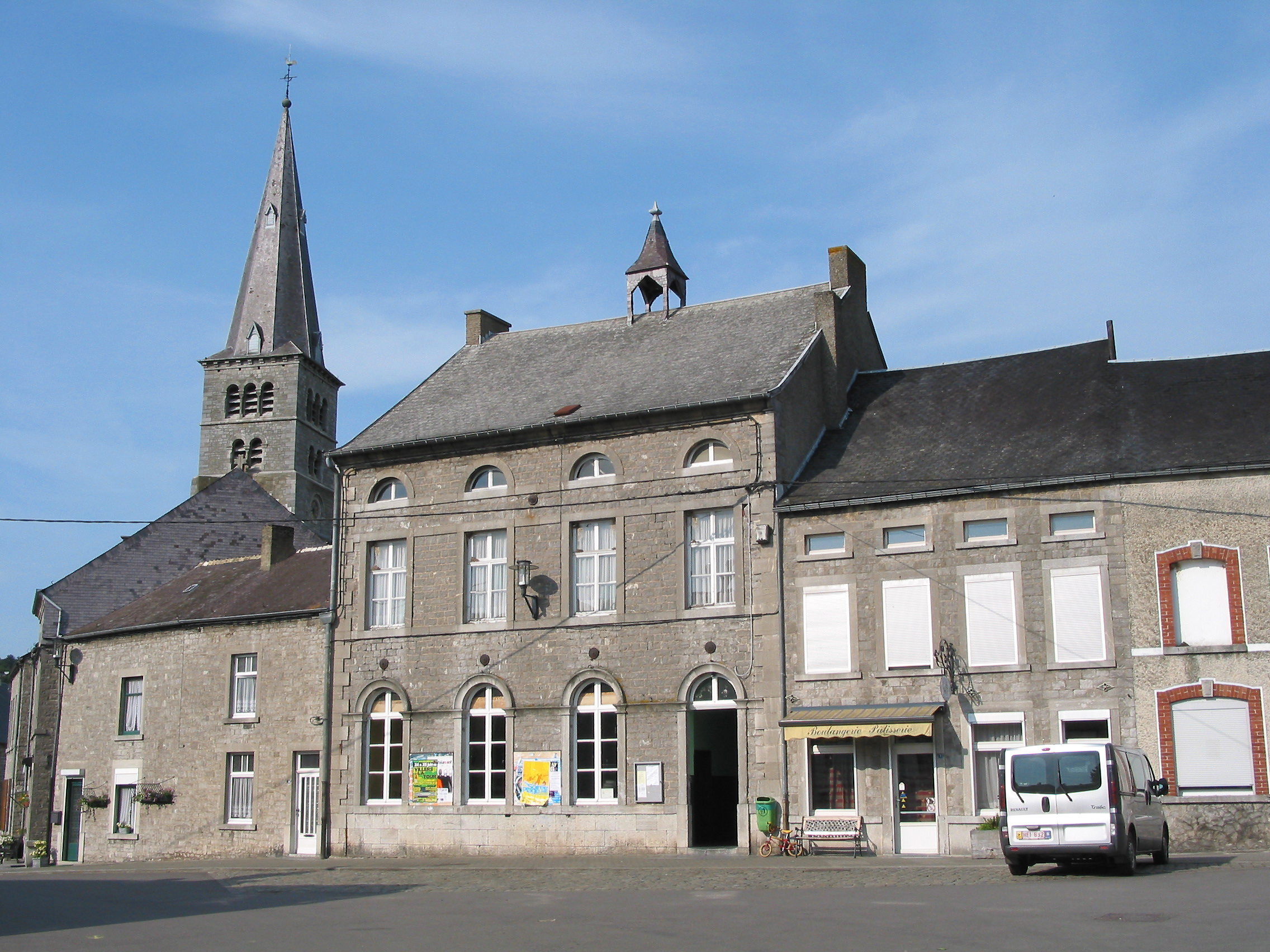
Saint-Victorkerk en het voormalig gemeentehuis in Petigny

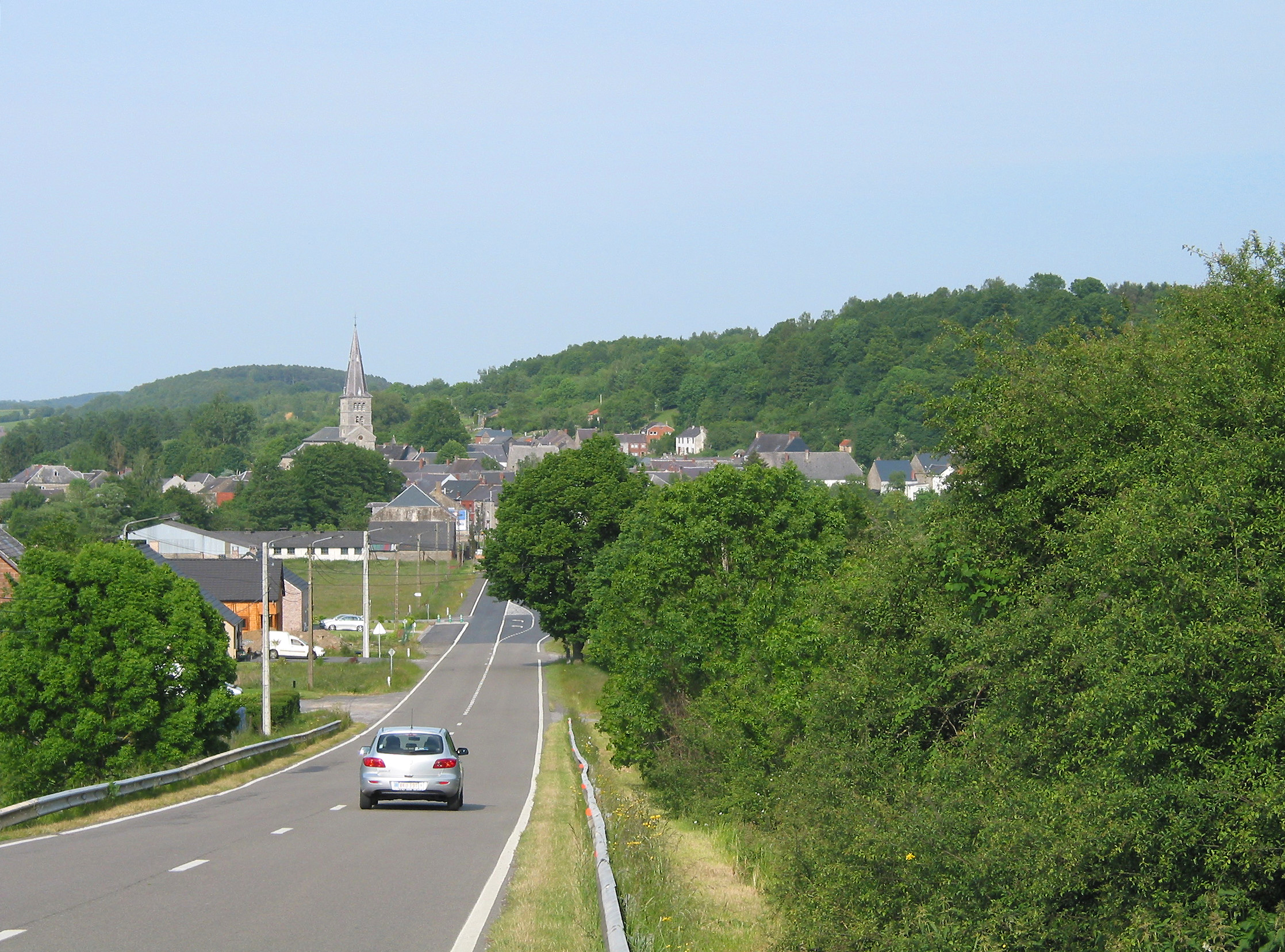
De Generaal de Monge straat in Petigny